# Міст Кожум'як
Міст Кожум'як або міст Дубильників (алб. Ura e Tabakëve) — кам'яний пішохідний міст, побудований в XVIII столітті османською владою в Тирані і знаходиться недалеко від мечеті Кожум'як. Раніше міст був частиною дороги Святого Георгія (алб. Rruga e Shëngjergjit), яка з'єднувала Тирану зі східною гірською місцевістю і за якою до міста йшли каравани з товарами. Міст перетинав річку Рана поблизу району, де були шкіряні майстерні. У 1930-ті роки після того, як змінили рух річки Лана, міст виявився вже нікому не потрібен. У 1990-ті роки був відновлений як пішохідний міст.

## Історія
Міст Кожум'як був частиною дороги, що з'єднувала Тирану з Шенгьорг'ї. Дорога з Тирани в Дебар проходила по цьому мосту через містечка Пріске-е-Мадхе (англ.), Кафе-Пріске, Будинку (англ.), Шенгергьи, потім через Бизэ (англ.), Мартанеш (англ.), Зеркян (англ.) і, нарешті, вела в Дебар. По цій дорозі селяни привозили товари в місто, а поруч з нею розташовувалися крамниці м'ясників і майстерні чинбарів, що належали конкретним сім'ям (Джелети, Кука тощо), за якими міст і отримав свою назву — чинбар і м'ясник вважалися тоді однією і тією ж професією і називалися «tabakë».
До 1930-х років міст спокійно використовувався для руху, поки напрям течії річки Лана не змінили. Міст прийшов в запустіння, але в 1990-ті роки його очистили і відновили, зробивши пішохідним. У 2007 році один з інженерів проекту «Етнографія в русі» заявив Албанському телеграфному агентству (Agjencia Telegrafike Shqiptare) про те, що вдалося завершити підземні реставраційні роботи під мостом: по обидві сторони від моста був створений штучний ставок, а також були очищені від бруду й мулу опори мосту. В рамках даного проекту велася робота по збереженню культурних об'єктів Албанії, включаючи відтворення базару на території від мосту Кожум'як до площі, де 26 листопада 1912 року був піднятий албанський прапор. Міст вважається владою Тирани одним з найважливіших пам'яток культури міста і доказом міського розвитку в XVIII столітті, а також взірцем османської інженерної думки.